# Världsmästerskapen i nordisk skidsport 1987
Världsmästerskapen i nordisk skidsport 1987 ägde rum i Oberstdorf i förbundslandet Bayern i det dåvarande Västtyskland mellan den 11 och 21 februari 1987. Detta var det första stora mästerskapet där de aktiva tävlade i fristilsåkning i vissa lopp, samt enbart i klassisk stil i andra, efter några säsongers stridigheter om vilka stilar som skulle vara tillåtna. Initiativet till kompromissen togs av svenske åkaren Thomas Wassberg.

## Längdskidåkning herrar

### 15 kilometer klassisk stil
15 februari 1987
| Medalj | Medaljör                           | Tid     |
| Guld   | Marco Albarello, Italien           | 43.01,8 |
| Silver | Thomas Wassberg, Sverige           | 43.08,6 |
| Brons  | Michail Devjatiarov, Sovjetunionen | 43.09,6 |

### 30 kilometer klassisk stil
12 februari 1987
| Medalj | Medaljör                  | Tid       |
| Guld   | Thomas Wassberg, Sverige  | 1:24.30,1 |
| Silver | Aki Karvonen, Finland     | 1:26.24,0 |
| Brons  | Christer Majbäck, Sverige | 1:26.55,0 |

### 50 kilometer fri stil
21 februari 1987
| Medalj | Medaljör                  | Tid       |
| Guld   | Maurilio De Zolt, Italien | 2:11.27,2 |
| Silver | Thomas Wassberg, Sverige  | 2:11.49,5 |
| Brons  | Torgny Mogren, Sverige    | 2:12.51,1 |

### 4 x 10 kilometer stafett
17 februari 1987
| Medalj | Lag                                                                                       | Tid       |
| ------ | ----------------------------------------------------------------------------------------- | --------- |
| Guld   | Sverige (Erik Östlund, Gunde Svan, Thomas Wassberg, Torgny Mogren)                        | 1:38.04,0 |
| Silver | Sovjetunionen (Aleksandr Batjuk, Vladimir Smirnov, Michail Devjatiarov, Vladimir Sachnov) | 1:38.30,9 |
| Brons  | Norge (Ove Aunli, Vegard Ulvang, Pål Gunnar Mikkelsplass, Terje Langli)                   | 1:38.48,0 |

## Längdskidåkning damer

### 5 kilometer klassisk stil
16 februari 1987
| Medalj | Medaljör                       | Tid     |
| Guld   | Marjo Matikainen, Finland      | 14.45,7 |
| Silver | Anfisa Reztsova, Sovjetunionen | 14.49,3 |
| Brons  | Evi Kratzer, Schweiz           | 14.52,5 |

### 10 kilometer klassisk stil
13 februari 1987
| Medalj | Medaljör                  | Tid     |
| Guld   | Anne Jahren, Norge        | 31.49,5 |
| Silver | Marjo Matikainen, Finland | 31.50,3 |
| Brons  | Britt Pettersen, Norge    | 32.09,4 |

### 20 kilometer fri stil
20 februari 1987
| Medalj | Medaljör                       | Tid     |
| Guld   | Marie-Helene Westin, Sverige   | 57.20,5 |
| Silver | Anfisa Reztsova, Sovjetunionen | 57.47,6 |
| Brons  | Larisa Ptistyna, Sovjetunionen | 58.28,7 |

### 4 x 5 kilometer stafett
17 februari 1987
| Medalj | Lag                                                                                 | Tid     |
| ------ | ----------------------------------------------------------------------------------- | ------- |
| Guld   | Sovjetunionen (Antonina Ordina, Nina Gavriljuk, Larisa Ptistyna, Anfisa Reztsova)   | 58.08,8 |
| Silver | Norge (Marianne Dahlmo, Nina Skeime, Anne Jahren, Anette Bøe)                       | 58.46,1 |
| Brons  | Sverige (Magdalena Wallin, Karin Lamberg-Skog, Annika Dahlman, Marie-Helene Westin) | 59.41,0 |

## Nordisk kombination

### 15 kilometer
13 februari 1987
| Medalj | Medaljör                       | Poäng  |
| Guld   | Torbjørn Løkken, Norge         | 423,80 |
| Silver | Trond-Arne Bredesen, Norge     | 422,48 |
| Brons  | Hermann Weinbuch, Västtyskland | 421,44 |

Kerry Lynch från USA blev tvåa i loppet, men blev senare diskvalificerad på grund av dopning.

### 3 x 10 kilometer stafett
19 februari 1987
| Medalj | Lag                                                              | Poäng   |
| ------ | ---------------------------------------------------------------- | ------- |
| Guld   | Västtyskland (Hermann Weinbuch, Hans-Peter Pohl, Thomas Müller)  | 1262,94 |
| Silver | Norway (Hallstein Bøgseth, Trond-Arne Bredesen, Torbjørn Løkken) | 1244,98 |
| Brons  | Sovjetunionen(Sergej Tjervjakov, Andrej Dundukov, Allar Levandi) | 1236,70 |

## Backhoppning

### Normalbacke
20 februari 1987
| Medalj | Medaljör                    | Poäng |
| Guld   | Jiří Parma, Tjeckoslovakien | 224,4 |
| Silver | Matti Nykänen, Finland      | 216,5 |
| Brons  | Vegard Opaas, Norge         | 215,8 |

### Stora backen
15 februari 1987
| Medalj | Medaljör                  | Poäng |
| Guld   | Andreas Felder, Österrike | 216,0 |
| Silver | Vegard Opaas, Norge       | 208,3 |
| Brons  | Ernst Vettori, Österrike  | 207,0 |

### Lagtävling stora backen
17 februari 1987
| Medalj | Lag                                                                                 | Poäng |
| ------ | ----------------------------------------------------------------------------------- | ----- |
| Guld   | Finland (Matti Nykänen, Ari-Pekka Nikkola, Tuomo Ylipulli, Pekka Suorsa)            | 634,1 |
| Silver | Norge (Ole Christian Eidhammer, Hroar Stjernen, Ole Gunnar Fidjestøl, Vegard Opaas) | 598,0 |
| Brons  | Österrike(Ernst Vettori, Richard Schallert, Franz Neuländtner, Andreas Felder)      | 587,5 |

## Medaljligan
| Placering | Nation          | Guld | Silver | Brons | Totalt |
| --------- | --------------- | ---- | ------ | ----- | ------ |
| 1         | Sverige         | 3    | 2      | 3     | 8      |
| 2         | Norge           | 2    | 5      | 3     | 10     |
| 3         | Finland         | 2    | 3      | 0     | 5      |
| 4         | Italien         | 2    | 0      | 0     | 2      |
| 5         | Sovjetunionen   | 1    | 3      | 3     | 7      |
| 6         | Österrike       | 1    | 0      | 2     | 3      |
| 7         | Västtyskland    | 1    | 0      | 1     | 2      |
| 8         | Tjeckoslovakien | 1    | 0      | 0     | 1      |
| 9         | Schweiz         | 0    | 0      | 1     | 1      |